# Jelena Porsanger
Jelena Porsanger, född Jelena Sergejevna Semjasjkina 1967 i Loparskaja i dåvarande Sovjetunionen, är en samisk akademiker.
Jelena Porsanger växte upp i Loparskaja i kildinsamiskt område på Kolahalvön, men har skoltsamiskt påbrå. Hennes föräldrar forskade om norrsken på det polar-geofysiska institutet vid Kola vetenskapliga centrum under den ryska vetenskapsakademin. Hon utbildade sig på Helsingfors universitet och disputerade i januari 2006 på Universitetet i Tromsø på en avhandling om värdering av källmaterial om inhemsk religion för östsamiska folk, den första disputationen på samiska i Norge. Hon har arbetat som biträdande professor på Senter for samiske studier vid Universitetet i Tromsø 1998–2000, som föreläsare där 2000–05, som forskare på Nordiskt-samiskt institut 2005–06 och som biträdande chef på institutet 2006–07.
Jelena Porsanger var rektor på Samiska högskolan i Kautokeino mellan 2011 och 2015. Hon är gift med dokumentärfilmaren Nils John Porsanger.